# Distretto di Melegnano
Il distretto di Melegnano era il nome di un distretto ideato dal governo giacobino della Repubblica Cisalpina nel dipartimento del Ticino, e poi nel dipartimento d'Olona dopo il colpo di Stato del 1798.

## Storia
La Costituzione della Repubblica Cisalpina progettò un nuovo ordinamento degli enti locali lombardi, partendo dal presupposto di una nuova geografia basata su una razionalizzazione illuministica anziché sui retaggi di secoli di storia. La funzione dei distretti, che andavano a sostituire l'istituto plurisecolare della pieve, sarebbe divenuto quello di svolgere le più alte funzioni municipali nelle aree di notevole parcellizzazione comunale.
Nell'area meridionale milanese, la vecchia pieve di San Giuliano Milanese venne lasciata invariata, salvo spostare il capoluogo nella più grande Melegnano e portarla per la prima volta integralmente sotto Pavia. Il distretto venne classificato col numero 9.
Definito dalla legge 6 germinale anno VI, l'ente non riuscì ad avere una vera applicazione fino al golpe militare riversò il primo governo giacobino sostituendolo con uno più finalizzato ad ottenere risparmi per la guerra. Il distretto di Melegnano, che prese il numero 4, incluse questi comuni: Arcagnago, Bascapè, Bustighera, Campo Morto, Canobbio, Carpianello, Carpiano, Cassina Bianca, Castel Lambro, Cavagnera, Cerro, Civesio, Colturano, Gnignano con Sicciano, Gualdrasco, Landriano, Mandrino, Mangialuppo, Mediglia, Melegnano, Mercugnano, Mezzano, Pairana, Pantigliate, Pedriano, Ponte Lungo, Rancate, Riozzo, Robbiano, San Giuliano, San Zeno, Santa Brera, Torre Vecchia, Trognano, Vairano, Viboldone, Videserto, Vidigulfo, Vigliano, Vigonzone, Villa Maggiore, Villa Rossa con Mairano, Villarzino, Vizzolo, Zibido al Lambro, Zivido.
Dopo un solo anno l'invasione austriaca travolse comunque tutto ristabilendo in pieno comuni e vecchie pievi. Anche quando l’anno successivo, il 1800, prontamente tornarono i francesi, si preferì a questo punto mantenere provvisoriamente le autorità locali in essere fino a che nel 1801 questo livello amministrativo venne definitivamente superato a favore dei cantoni.

## Territorio
Il territorio del distretto era inizialmente identico a quello della pieve sangiulianese, poi con qualche sforbiciata estemporanea si allargò in direzione del vecchio vicariato di Binasco più altri luoghi sparsi occasionali.